# José Fagnano
José Fagnano Vero (en italiano: Giuseppe Fagnano; Rocchetta Tanaro, provincia de  Asti, Piamonte, Italia, 9 de marzo de 1844-Santiago, Región Metropolitana de Santiago, 18 de septiembre de 1916) fue un sacerdote misionero salesiano que dedicó la mayor parte de su vida a la misión evangelizadora de Juan Bosco, principalmente en la Patagonia.
Comenzó el seminario a los doce años. Durante un periodo fue voluntario de la Cruz Roja en las tropas de Giuseppe Garibaldi, pero prefirió seguir con sus estudios religiosos. En 1868 fue ordenado sacerdote. Fue profesor de la Universidad de Turín y prefecto de los colegios de Lanzo y de Varese.

## En la Patagonia
En 1870 conoce a Don Bosco y se une a su obra. Tenía 31 años cuando llegó a la Argentina en 1875 en el primer grupo misionero enviado por el fundador de la orden, a cargo de Monseñor Juan Cagliero.
El 1 de febrero de 1876 asumió como director del colegio de esa congregación en San Nicolás de los Arroyos, que fue la primera institución salesiana en el continente americano, y no descansó hasta transformarlo en un centro modelo.
En noviembre de 1879 Don Bosco le adelanta que puede ser elegido para ir a la Patagonia, y en 1880 empezó su obra misional en la Patagonia y en Tierra del Fuego. A partir de ese momento ofició de protector de los aborígenes. También recorrió las zonas de Pringles, Conesa y General Roca. En Carmen de Patagones participó activamente de los acontecimientos de la ciudad. Se desempeñó como concejal y como intendente; fundó y fue presidente de la Sociedad Italiana de Socorros Mutuos; construyó la iglesia; creó la primera banda de música, consiguiendo los instrumentos que no existían en la región. Todo esto sin dejar de hacer sus giras misioneras.
Su personalidad emprendedora, decidida y enérgica le permitía realizar una actividad prodigiosa.
Cuando el cacique Namuncurá se rindió frente al General Villegas en 1881 (campañas andinas de 1881-1883) y las tropas comenzaron a retirarse de la región del Nahuel Huapi, Fagnano decidió permanecer allí para visitar a las tribus acampadas en el lugar. Los aborígenes no estaban de buen talante después de la derrota y los abusos cometidos contra ellos y, aun cuando el salesiano intentó hacerles ver que venía con buenas intenciones, decidieron apresarlo y encerrarlo en un toldo bajo la constante vigilancia de un indio. Mientras escuchaba los planes que tenían para con él, intentó conversar con su guardián para ganarse su confianza y así logró que lo desatara para poder invitarle guachacay (licor) que tenía entre sus pertenencias. Cuando el indio cayó vencido por el efecto del licor, Fagnano saltó sobre un caballo y huyó hacia la guarnición más cercana salvando así su vida. Años después Fagnano recordaba el incidente con humor.
El 16 de noviembre de 1883 la Santa Sede creó la Prefectura Apostólica de la Patagonia y nombró a Fagnano prefecto apostólico de la Patagonia meridional, Tierra del Fuego y Malvinas, con el título de Monseñor.
Llegó a la Isla Grande de Tierra del Fuego el 21 de noviembre de 1886 en la expedición de Ramón Lista, desembarcando en la bahía de San Sebastián. Recorre la Tierra del Fuego hasta bahía Thetis donde reza la Misa el 13 de enero de 1887, bautizando a gran cantidad de aborígenes.
El 21 de julio de 1887 fija su sede en Punta Arenas. Funda el 16 de agosto de 1887, el Liceo Salesiano San José, primero de 4 colegios que la orden salesiana tiene en Punta Arenas (Liceo María Auxiliadora, Instituto Don Bosco e Instituto Sagrada Familia). En el observatorio meteorológico de Punta Arenas, la instalación del instrumental se hizo bajo la supervisión de Monseñor José Fagnano. Este observatorio años después se traslada al Colegio Salesiano San José.
En la Isla Dawson funda la Misión de San Rafael el 14 de febrero de 1889 para los indios Kaweskar.
En 1892 recorre a caballo la zona norte de la isla junto al Padre Beauvoir, encontrando el lugar para establecer la Misión de la Candelaria, para los Selknam, a orillas del río Grande.
El 11 de noviembre de 1893 funda la Misión de Nuestra Señora de la Candelaria en los «Barrancos Negros», pero luego será trasladada a «Los Chorrillos», donde es destruida por un incendio, quedando definitivamente establecida en las cercanías del Cabo Santo Domingo, a 12 km de la ciudad de Río Grande, el 6 de diciembre de 1897.
En la misión de San Rafael en isla Dawson puso en marcha un aserradero, en el que se obligaba a trabajar a los indígenas confinados en la misión, kawésqar también llamados Alacalufes, primero, y luego selknam, todos los cuales fallecieron debido a las condiciones de hacinamiento y falta de higiene. En la misión de la Candelaria estableció una estancia ganadera, que llegó a competir con las estancias vecinas de José Menéndez Menéndez y Mauricio Braun. Sin embargo, las empresas salesianas fracasaron estrepitosamente debido a la mala gestión de los propios salesianos, y eso a pesar de haber recibido los terrenos del gobierno chileno y argentino a título gratuito y de los cuantiosos fondos que manejaban. Las acusaciones de acumulación de riqueza que empezaron a recibir los salesianos desde los más diversos sectores y la bancarrota de hecho en la que se encontraban, convenció a los superiores de Italia de la conveniencia de decretar la venta de las tierras de la misión. El padre Ambrosio Turriccia recomendaba «la liquidación de una vez de la hacienda de Río Grande puesto que mientras exista será ocasión de charlas y habladurías». Así, en 1912 vendieron por 85.000 libras esterlinas la mayor parte de los terrenos de Tierra del Fuego a Sociedad Anónima Ganadera y Comercial Menéndez Behety. Ese mismo año, Fagnano vendió también los terrenos de isla Dawson, siendo el comprador en este caso la Sociedad Ganadera Gente Grande, propiedad de Ernst W. Hobbs.
Entre 1901 y 1915  construyó y mejoró colegios e iglesias en Punta Arenas, Puerto Natales y Porvenir, en Chile, y en Río Gallegos, San Julián, Puerto Deseado y Ushuaia, en Argentina.
Fagnano era un aventurero e incansable explorador de la Patagonia.

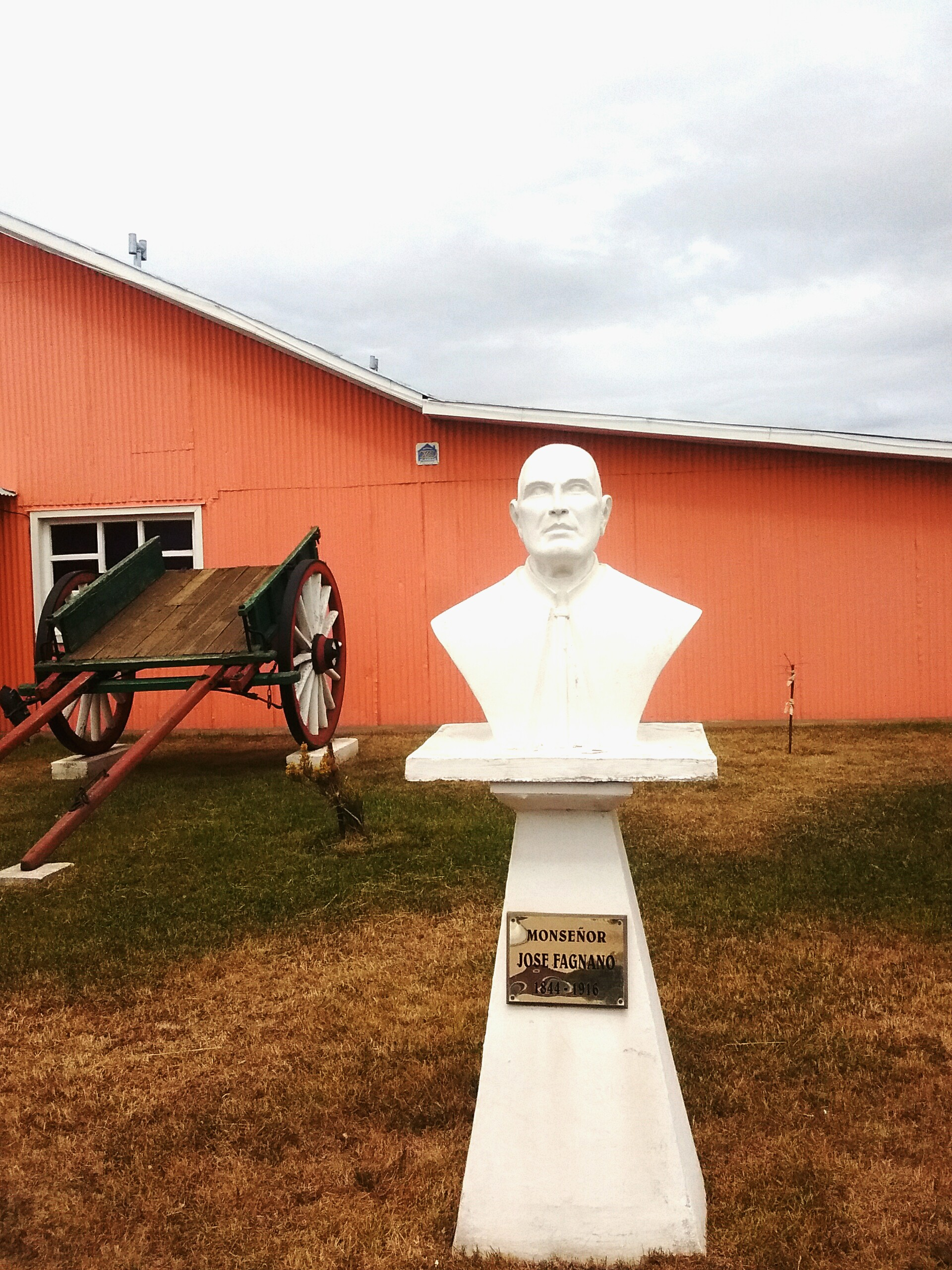
Monumento a Fagnano en el museo Virginia Choquintel

## Fallecimiento
En 1916, enfermó y viajó a Santiago, donde falleció el 18 de septiembre, a los 72 años. Sus restos descansan en la catedral del Sagrado Corazón de Jesús en Punta Arenas (Chile). En Rochetta Tanaro, una lápida recuerda a Fagnano.
A principios de 1918, como parte de una serie denominada “Lecturas católicas”la Librería del Colegio Pío IX de Buenos Aires publicó una biografía de monseñor Fagnano, escrita por el costarricense Luis Barrantes Molina, titulada Monseñor José Fagnano. Ensayo biográfico. 

## Libros sobre Fagnano
- Monseñor José Fagnano. Ensayo bibliográfico. Luis Barrantes Molina. OCLC nº367714243.
- Monseñor Fagnano; el hombre, el misionero, el pioneer. Raúl A. Entraigas. Buenos Aires, Editorial S.E.I. 1945. OCLC nº7475088.
- P. José Fagnano Vero, misionero Salesiano, vida y obra. Tómas Búvinic. Santiago de Chile. Editorial Salesiana, 1975. OCLC nº54249467. Traducción y adaptación basada en Un conquistatore d'anime, Turin, 1929, de Maggiorino Borgatello.
- Homenaje a Monseñor José Fagnano: con ocasión del IV centenario del descubrimiento del Estrecho de Magallanes (1520-1920). Punta Arenas. Escuela Tip. Salesiana, 1921. OCLC nº21689851.
- Monseñor José Fagnano: el capitán bueno. Eugenio Pennati. Santiago. Ed. Salesiana, 1983. OCLC nº55303589.
- Nicoletti, María Andrea (2006). Los misioneros salesianos y la polémica sobre la extinción de los selk’nam de Tierra del Fuego.. Disponible en la World Wide Web. ISSN 0254-9212. Anthropologica. Consultado el 6 de marzo de 2010.
- Monseñor Fagnano y la Primera Banda de Música.  Luis Barrantes Molina y Raúl A. Entraigas. 1945.
- En Rocchetta Tanaro se presentó el libro Astigiani nella Pampa.  L'emigrazione dal Piemonte, dal Monferrato e dalla provincia di Asti in Argentina, (Astigiani en las pampas. La emigración desde Piamonte, Monferrato y la provincia de Asti a la Argentina) del autor Giancarlo Libert. OCLC nº470502704. 318 p.

El libro ilustra la emigración de los piamonteses hacia la Argentina en el siglo pasado, mencionando la presencia y la labor de Monseñor José Fagnano en la Patagonia y la Tierra del Fuego.